# Leptotarsus (Araucomyia) penitus
Leptotarsus (Araucomyia) penitus is een tweevleugelige uit de familie langpootmuggen (Tipulidae). De soort komt voor in het Neotropisch gebied.